# Patnagarh
Patnagarh is een stad en “notified area” in het district Balangir van de Indiase staat Odisha. 

## Demografie
Volgens de Indiase volkstelling van 2001 wonen er 18.685 mensen in Patnagarh, waarvan 51% mannelijk en 49% vrouwelijk is. De plaats heeft een alfabetiseringsgraad van 67%. 